# Volo Qantas 30
Il volo Qantas 30 è stato un volo di linea da Londra Heathrow a Melbourne con scalo a Hong Kong. Il 25 luglio 2008, il volo, operato da un Boeing 747-400, venne interrotto nella tratta dopo Hong Kong a causa dell'esplosione di una bombola di ossigeno che squarciò la fusoliera appena davanti alla radice dell'ala destra. Il comandante John Bartels, 53 anni, (che aveva volato per 25 anni per la Qantas e per 7 anni per la Royal Australian Navy) e i suoi copiloti, Bernd Werninghaus e Paul Tabac, effettuarono una discesa d'emergenza a un'altitudine respirabile di circa 10 000 piedi (3 000 m) e deviarono verso l'aeroporto Internazionale Ninoy Aquino, a Manila, nelle Filippine. Non ci furono feriti.

## L'incidente

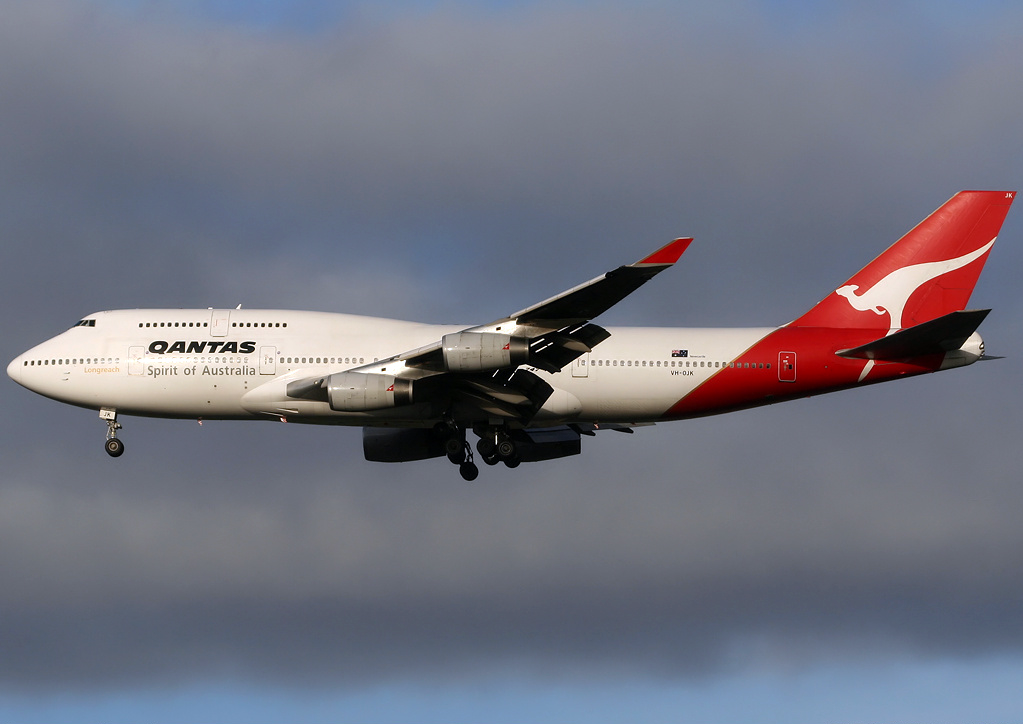
VH-OJK, l'aereo coinvolto, nel dicembre 2007.

Il volo partì da Hong Kong il 25 luglio 2008 poco dopo le 09:00 HKT (01:00 UTC). Alle 10:17 HKT (02:17 UTC), i passeggeri e l'equipaggio sentirono un forte botto; la cabina si depressurizzò ed apparve un buco nel pavimento del ponte passeggeri, nonché un buco nella parete esterna del ponte cargo. Durante l'emergenza, parti del pavimento e del soffitto dell'aereo crollarono. I passeggeri riferirono che, nonostante il rumore e il dispiegamento delle maschere d'ossigeno, il panico fu minimo. I piloti effettuarono una discesa d'emergenza da 29 000 piedi (8 800 m) per garantire un'adeguata quantità di ossigeno ai passeggeri, raggiungendo i 10 000 piedi (3 000 m) entro le 10:24 HKT (02:24 UTC).
Dopo l'incidente, quattro passeggeri dichiararono che le loro maschere di ossigeno non si erano attivate, mentre di alcune altre si era deteriorato l'elastico. Venne dichiarato che questi passeggeri erano stati privati dell'ossigeno finché l'aereo non era sceso a un'altitudine respirabile. L'Ufficio australiano per la sicurezza dei trasporti interrogò i passeggeri che avevano segnalato problemi con le maschere di ossigeno nell'ambito della sua indagine.
Il foro nella fusoliera, a forma di T rovesciata, era largo fino a 2,01 metri e alto circa 1,52 metri, situato sul lato destro della fusoliera, sotto il livello del pavimento della cabina e immediatamente davanti all'ala. La carenatura dell'ala-fusoliera era mancante, rivelando un carico pallettizzato nella stiva. Tuttavia, lo spedizioniere riferì che tutti gli articoli presenti sul manifesto di carico erano stati consegnati. A parte alcuni oggetti che si trovavano vicino al cilindro e al conseguente foro, nessun altro carico o bagaglio del volo rimase danneggiato.
Non si registrarono feriti. Secondo quanto riferito, alcuni passeggeri mostrarono segni di nausea all'uscita dall'aereo.

## Le indagini
L'Australian Transport Safety Bureau (ATSB) condusse l'indagine, inviando quattro investigatori a Manila per condurre un'ispezione dettagliata del velivolo, coinvolgendo anche Qantas, la Federal Aviation Administration degli Stati Uniti, la Boeing, l'Australian Civil Aviation Safety Authority e la Philippines Civil Aviation Authority.
Poco dopo l'incidente, l'ATSB annunciò che gli investigatori avevano scoperto che una bombola di ossigeno che si trovava nell'area dell'esplosione non era stata trovata, ma che era troppo presto per dire che una bombola di ossigeno potesse essere la causa dell'esplosione a mezz'aria. In ogni caso, l'Autorità per la sicurezza dell'aviazione civile ordinò a Qantas di ispezionare tutte le bombole di ossigeno e le staffe che le sostenevano sulla sua flotta di Boeing 747. La valvola e le staffe di montaggio vennero trovate, ma non la bombola, la numero quattro di tredici montate in quel banco. Un investigatore, Neville Blyth, riferì che la valvola della bombola era stata trovata all'interno della cabina, avendo fatto un buco di "almeno venti centimetri di diametro" attraverso il pavimento della cabina.
Blyth dichiarò che i registratori di volo sarebbero stati analizzati nei laboratori di Canberra dell'ATSB. Tuttavia, poiché l'aereo era rimasto in volo e operativo per tutta la durata dell'incidente, il registratore vocale della cabina di pilotaggio non conteneva registrazioni dell'evento iniziale; la sua memoria di due ore era stata sovrascritta con registrazioni avvenute dopo questo evento, durante la deviazione e l'atterraggio. Il registratore di dati di volo di ventiquattro ore contenevano invece dati relativi all'intero incidente.
Il 29 agosto, l'ATSB fornì un aggiornamento che confermava ulteriori aspetti dell'indagine iniziale. L'ATSB dichiarò che le indagini iniziali avevano rilevato che l'aeromobile aveva impiegato circa cinque minuti e mezzo per scendere dall'evento di decompressione a 29 000 piedi (8 800 m) fino all'altitudine di 10 000 piedi (3 000 m) e che sembrava che una parte di una bombola di ossigeno e la sua valvola fossero entrate nella cabina passeggeri, impattando poi con la maniglia della porta destra numero 2, ruotandola parzialmente. L'ATSB osservò che non c'era alcun rischio di apertura della porta a causa di questo movimento, dato che i sistemi delle porte funzionavano come previsto. Tutti e tre i sistemi di atterraggio strumentale dell'aeromobile e il sistema di frenata antislittamento non erano disponibili per l'atterraggio; i piloti fecero quinfi atterrare l'aeromobile senza utilizzare tali sistemi. La maggior parte delle maschere di ossigeno si era attivata durante l'incidente: 426 delle 476 erano state attivate dai 346 passeggeri, che le avevano tirate verso il basso per attivare il flusso di ossigeno.

### Scoperte preliminari
La causa dell'incidente era stata l'esplosione di una bombola di ossigeno nella zona di carico, secondo una prima constatazione dell'ATSB:

### Altri problemi di sicurezza
Alcune maschere di ossigeno utilizzate dopo l'esplosione non avevano funzionato correttamente. Alcuni passeggeri erano stati costretti a condividere una maschera quando l'aereo si era depressurizzato, mentre altri erano stati presi dal panico quando alcune maschere non si erano aperte. La FAA aveva recentemente emesso direttive di aeronavigabilità riguardanti problemi con le maschere di questo e di altri modelli di aerei commerciali Boeing.
L'ATSB emise due avvisi di sicurezza, consigliando alle organizzazioni responsabili di rivedere le procedure, le attrezzature, le tecniche e le qualifiche del personale per la manutenzione, l'ispezione e la manipolazione delle bombole di ossigeno per l'aviazione.

### Rapporto finale
A poco più di due anni dall'incidente, il 22 novembre 2010 venne pubblicato il rapporto finale dell'evento.
Dalla sintesi rilasciata dall'ATSB:
"Following an emergency descent to 10,000 ft, the flight crew diverted the aircraft to Ninoy Aquino International Airport, Manila, Philippines, where it landed safely. None of the passengers or crew sustained any physical injury."
"A team of investigators, led by the Australian Transport Safety Bureau (ATSB) and including representatives from the US National Transportation Safety Board (NTSB), the US Federal Aviation Authority (FAA), Boeing and the Civil Aviation Authority of the Philippines (CAAP) examined the aircraft on the ground in Manila. From that work, it was evident that the oxygen cylinder (number-4 in a bank along the right side of the forward cargo hold) had burst in such a way as to rupture the adjacent fuselage wall and be propelled upwards; puncturing the cabin floor and impacting the frame and handle of the R2 door and the overhead cabin panelling. No part of the cylinder (other than the valve assembly) was recovered and it was presumed lost from the aircraft during the depressurisation."
"The ATSB undertook a close and detailed study of the cylinder type, including a review of all possible failure scenarios and an engineering evaluation of other cylinders from the same production batch and of the type in general. It was evident that the cylinder had failed by bursting through, or around the base – allowing the release of pressurised contents to project it vertically upwards. While it was hypothesised that the cylinder may have contained a defect or flaw, or been damaged in a way that promoted failure, there was no evidence found to support such a finding. Nor was there any evidence found to suggest the cylinders from the subject production batch, or the type in general, were in any way predisposed to premature failure."»
"Dopo una discesa di emergenza a 10.000 piedi, l'equipaggio ha dirottato l'aereo all'aeroporto internazionale Ninoy Aquino di Manila, nelle Filippine, dove è atterrato in sicurezza. Nessuno dei passeggeri o dell'equipaggio ha riportato danni fisici".
"Un team di investigatori, guidato dall'Australian Transport Safety Bureau (ATSB) e comprendente rappresentanti del National Transportation Safety Board (NTSB) degli Stati Uniti, della Federal Aviation Authority (FAA) degli Stati Uniti, della Boeing e della Civil Aviation Authority of the Philippines (CAAP), ha esaminato l'aereo a terra a Manila. Da questo lavoro è emerso che la bombola di ossigeno (la numero 4 in un banco lungo il lato destro della stiva anteriore) è scoppiata in modo tale da rompere la parete adiacente della fusoliera e da essere spinta verso l'alto, perforando il pavimento della cabina e colpendo il telaio e la maniglia della porta R2 e il rivestimento della cabina sopraelevata. Nessuna parte della bombola (a parte il gruppo valvola) è stata recuperata e si presume che sia stata persa dall'aereo durante la depressurizzazione".
"L'ATSB ha intrapreso uno studio attento e dettagliato del tipo di bombola, che ha incluso una revisione di tutti i possibili scenari di guasto e una valutazione ingegneristica di altre bombole dello stesso lotto di produzione e del tipo in generale. È risultato evidente che la bombola si è rotta per scoppio attraverso la base o intorno ad essa, consentendo il rilascio del contenuto pressurizzato che l'ha proiettata verticalmente verso l'alto. Sebbene si sia ipotizzato che la bombola potesse contenere un difetto o un'imperfezione, o che fosse stata danneggiata in modo tale da favorire il cedimento, non sono state trovate prove a sostegno di tale conclusione. Né sono state trovate prove che suggeriscano che le bombole del lotto di produzione in questione, o il tipo in generale, fossero in qualche modo predisposte a guasti prematuri".»
(ATSB, Final report Qantas 30)

## Riparazioni
Le riparazioni dell'aereo vennero effettuate a Manila dalla Boeing. L'aereo venne riposizionato ad Avalon il 10 novembre 2008. Il comandante e il primo ufficiale originari facevano parte dell'equipaggio del volo. L'unico lavoro che rimaneva da fare a quel punto era la sostituzione dei tappeti e dei rivestimenti dei sedili. Il 18 novembre 2008, al termine di tutti i lavori, l'aereo rimase nuovamente danneggiato dalla collisione con un altro Boeing 747 della Qantas ad Avalon.
L'aereo venne infine rimesso in servizio il 15 gennaio 2009, ma venne ritirato dal servizio alla fine del 2009 e venduto al vettore nigeriano Max Air nel 2011, ri-registrato 5N-HMB. L'aereo fu poi utilizzato per altri sei anni prima di essere immagazzinato al Pinal Airpark.

## Onorificenze
All'inizio del 2010, l'International Federation of Air Line Pilots' Associations ha assegnato il Polaris Award al comandante John Bartels e al suo equipaggio.